# إدوارد هانراهان
إدوارد هانراهان هو محامي وسياسي أمريكي، ولد في 11 مارس 1921 في Coconut Grove ‏ في الولايات المتحدة، وتوفي في 9 يونيو 2009 بسبب ابيضاض الدم.